# Lotus borbasii
Lotus borbasii är en ärtväxtart som beskrevs av József Ujhelyi. Lotus borbasii ingår i släktet käringtänder, och familjen ärtväxter. Inga underarter finns listade i Catalogue of Life.